# Сапсан Арена
«Сапса́н Аре́на» — стадион, расположенный в районе Преображенское Восточного административного округа Москвы. Часть стадионного комплекса «РЖД Арены». До 2017 года носил название малая спортивная арена «Локомотив».
Малая спортивная арена «Локомотив» была введена в эксплуатацию в апреле 2009 года. Вместимость — 10 000 мест. Официальное открытие состоялось 12 июня 2010 года. На ней проводит домашние матчи молодёжный состав «Локомотива», также играла команда «Локомотив-Казанка», выступавшая в Первенстве ПФЛ. Стадион позволяет проводить матчи как на клубном уровне, так и на уровне сборных.
В апреле 2013 года стадион получил сертификат соответствия 1-й категории, позволяющий проводить матчи Премьер-Лиги. Первый такой матч был проведён 6 октября 2013 года в рамках 12-го тура чемпионата России между ЦСКА и «Динамо».
5 августа 2017 года стадион был переименован в «Сапсан Арену».
В сезоне 2018/19 на стадионе проводились игры клуба «Чертаново». В сезоне 2023/24 на стадионе проводятся игры клуба «Родина».